# Ctenocallis dobrovljanskyi
Ctenocallis dobrovljanskyi är en insektsart. Ctenocallis dobrovljanskyi ingår i släktet Ctenocallis och familjen långrörsbladlöss. Inga underarter finns listade i Catalogue of Life.